# Fjell (Øygarden)
Fjell (in älteren Quellen auch Fjeld) ist eine Ortschaft in der norwegischen Kommune Øygarden in der Provinz (Fylke) Vestland. Der Ort hat 580 Einwohner (Stand: 1. Januar 2024) auf einer Fläche von 0,37 km².

## Geografie und Verkehr
Fjell liegt in einem Tal zentral auf der Insel Sotra und bildet den Verkehrsknotenpunkt zwischen dem in Nord-Süd-Richtung verlaufenden Fylkesvei 560 und dem nach Møvik im Westen verlaufenden Fylkesvei 5242. Das Ortszentrum wird vom steil aufsteigenden Berg Liatårnet im Osten und im Westen von den Seen Kolavatnet und Eikhammarsvatnet begrenzt. Oberhalb des Ortes befindet sich die Festung Fjell (Fjell festning) aus dem Zweiten Weltkrieg. Südlich und westlich des Ortes befinden sich einige der größten noch bewirtschafteten Höfe in Øygarden.

## Geschichte
Der Name Fjell leitet sich von der Lage des Ortes unterhalb des Liatårnets ab. Ursprünglich wurde der Ort als Undir Fjalli (unter dem Berg) bezeichnet. 1917 wurde der Name mit der heutigen Schreibweise festgelegt.
1338 wurde erstmals eine Kirche in Fjell urkundlich erwähnt. Damals unterlag diese noch der Gemeinde in Klokkarvik. 1842 wurde Fjell als eigene Kirchgemeinde ausgegliedert. Eine neue Kirche mit 700 Sitzplätzen wurde 1874 nach Bauplänen von Conrad Fredrik von der Lippe errichtet.
Als 1837 die Kommune Fjell gegründet wurde, lag das Verwaltungszentrum in Fjell. Dieses wurde 1989 nach Straume verlegt. Die Schule im Ort wurde 2008 geschlossen. Das Schulgebäude von 1897 steht heute unter Schutz.